# Linard
Linard korábbi község Franciaországban, Creuse megyében. . 2019. január 1-jén Malval korábbi községgel egyesült és az így létrejött Linard-Malval új község része lett.
Lakosainak száma 165 fő (2018. január 1.). Linard Lourdoueix-Saint-Pierre, Bonnat, Chéniers, Malval és Mortroux községekkel határos.

## Népesség
A település népességének változása:
| Lakosok száma | 167  | 166  | 171  | 165  | 165  |
|               | 2013 | 2015 | 2016 | 2017 | 2018 |